# 正覚院 (行橋市)
正覚院（しょうがくいん）は、福岡県行橋市に所在する真言宗醍醐派の寺院。寺号は禎光寺。現住職は2世丸塚快現。

## 概要
真言密教を土台とし、仏教は宗旨や宗派ではなく、己の心を問題にしているとする現住職の理念により、権力や圧力に屈せず、過去や未来に拘らず、固定観念に囚われることなく、正しいことを自己判断する－これを仏教でいう「空」であるという立場で修法的な加持・祈祷などを行っている。丸塚法現が住職を務めていた頃には、元暴力団員なども積極的に受け入れ更生させる様子が、かつて民放テレビでも紹介された。

## 交通アクセス
- JR日豊本線新田原駅から車10分。